# 宣王 (吐谷浑)
宣王（？—641年），唐朝初年吐谷浑诺曷钵时丞相。
丞相宣王独掌吐谷浑国政，密谋袭击下嫁到吐谷浑的弘化公主，劫持国王诺曷钵投降吐蕃。诺曷钵得知消息，率轻骑奔赴鄯善，他的大臣威信王迎接，贞观十五年（641年）四月廿七日，果毅都尉席君买率精兵一百二十人袭击吐谷浑丞相宣王，将其兄弟三人斩首。吐谷浑人受到惊扰，唐太宗派民部尚书唐俭前往安抚。